# Major League Soccer (1998)
Major League Soccer w roku 1998 był trzecim sezonem tych rozgrywek. Po raz pierwszy w historii mistrzem MLS został klub Chicago Fire, natomiast wicemistrzem D.C. United.

## Sezon zasadniczy

### Konferencja Zachodnia
| #  | Drużyna              | M  | Z  | ZPD | PPD | P  | Bramki | Punkty | Uwagi    |
| -- | -------------------- | -- | -- | --- | --- | -- | ------ | ------ | -------- |
| 1. | Los Angeles Galaxy   | 32 | 22 | 2   | 2   | 6  | 87:46  | 68     | Play off |
| 2. | Chicago Fire         | 32 | 18 | 2   | 1   | 11 | 64:46  | 56     | Play off |
| 3. | Colorado Rapids      | 32 | 14 | 2   | 2   | 14 | 64:71  | 44     | Play off |
| 4. | Dallas Burn          | 32 | 11 | 4   | 2   | 15 | 47:61  | 37     | Play off |
| 5. | San Jose Earthquakes | 32 | 10 | 3   | 5   | 14 | 51:65  | 33     |          |
| 6. | Kansas City Wizards  | 32 | 10 | 2   | 4   | 16 | 47:54  | 32     |          |

### Konferencja Wschodnia
| #  | Drużyna                | M  | Z  | ZPD | PPD | P  | Bramki | Punkty | Uwagi    |
| -- | ---------------------- | -- | -- | --- | --- | -- | ------ | ------ | -------- |
| 1. | D.C. United            | 32 | 17 | 7   | 3   | 5  | 81:51  | 58     | Play off |
| 2. | Columbus Crew          | 32 | 15 | 0   | 5   | 12 | 67:61  | 45     | Play off |
| 3. | MetroStars             | 32 | 12 | 3   | 0   | 17 | 57:63  | 39     | Play off |
| 4. | Miami Fusion           | 32 | 10 | 5   | 0   | 17 | 51:68  | 35     | Play off |
| 5. | FC Tampa Bay           | 32 | 11 | 1   | 5   | 15 | 47:62  | 34     |          |
| 6. | New England Revolution | 32 | 9  | 2   | 4   | 17 | 55:70  | 29     |          |

Aktualne na 17 września 2017. Źródło:https://www.flashscore.pl/pilka-nozna/usa/mls-1998/tabela/
Zasady ustalania kolejności: 1. liczba zdobytych punktów; 2. różnica zdobytych bramek; 3. większa liczba zdobytych bramek.

## Play off
W ćwierćfinale i półfinale grano do 2 zwycięstw.

### Ćwierćfinał

#### Para nr 1
| 130 września 1998                   | D.C. United                                               | 2:1   | Miami FC             |                                                                                         |
|                                     | Roy Lassiter 28' · Jaime Moreno 38'                       | (2:0) | 69' Paulinho McLaren | Robert F. Kennedy Memorial Stadium, Waszyngton, D. C. Widzów: 15 187 Sędzia: Brian Hall |
| Carlos Llamosa 18' · Jeff Agoos 63' | 59' Carlos Parra · 63' Paulinho McLaren · 63' Diego Serna | (2:0) |                      | Robert F. Kennedy Memorial Stadium, Waszyngton, D. C. Widzów: 15 187 Sędzia: Brian Hall |

| 24 października 1998                                                                       | Miami FC                              | 0:0 k. 2:3                                                                                 | D.C. United |                                                                               |
|                                                                                            |                                       |                                                                                            |             | Lockhart Stadium, Fort Lauderdale, Floryda Widzów: 13 128 Sędzia: Tim Weyland |
| Wade Webber 3' · Carlos Parra 25' · Diego Serna 34'                                        | 3' Roy Lassiter · 71' Richie Williams |                                                                                            |             |                                                                               |
| · Henry Gutierrez · John Maessner · Nelson Vargas · Leo Cullen · Diego Serna · Jason Boyce | Rzuty karne                           | · Anthony Wood · Marco Etcheverry · Jaime Moreno · Geoff Aunger · John Harkes · Jeff Agoos |             |                                                                               |

Rywalizację wygrało D.C. United.

#### Para nr 2
| 130 września 1998                                                                   | Columbus Crew                                                              | 5:3   | New York Red Bulls                                           |                                                                |
|                                                                                     | Brian Mcbride 9', 12' · Rob Smith 33' · Jason Ferrell 38' · Stern John 58' | (4:0) | 53' Eduardo Hurtado · 60' (k) Mike Sorber · 80' Miles Joseph | Ohio Stadium, Columbus, Ohio Widzów: 10 996 Sędzia: Ali Saheli |
| Jason Ferrell 48' · Andy Williams 55' · Ricardo Iribarren 60' · Robert Warzycha 81' | 17' Marcelo Vega                                                           | (4:0) |                                                              | Ohio Stadium, Columbus, Ohio Widzów: 10 996 Sędzia: Ali Saheli |

| 23 października 1998                                                      | New York Red Bulls                        | 1:1 k. 2:3                                                                   | Columbus Crew  |                                                                                    |
|                                                                           | Tab Ramos 13'                             | (1:1, 1:1, k. 2:3)                                                           | 22' Stern John | Giants Stadium, East Rutherford, New Jersey Widzów: 11 686 Sędzia: Michael Kennedy |
| Arley Palacios 16' · Miles Joseph 33' · Alexi Lalas 72'                   | 13' Ricardo Iribarren · 83' Brian McBride | (1:1, 1:1, k. 2:3)                                                           |                | Giants Stadium, East Rutherford, New Jersey Widzów: 11 686 Sędzia: Michael Kennedy |
| · Tab Ramos · Giovanni Savarese · Mike Duhaney · Mike Sorber · Mike Petke | Rzuty karne                               | · Billy Thompson · Todd Yeagley · Thomas Dooley · Stern John · Andy Williams |                | Giants Stadium, East Rutherford, New Jersey Widzów: 11 686 Sędzia: Michael Kennedy |

Rywalizację wygrało Columbus Crew.

#### Para nr 3
| 11 października 1998 | Los Angeles Galaxy                                                                      | 6:1   | FC Dallas            |                                                                    |
|                      | Danny Pena 10', 69' · Carlos Hermosillo 16', 32' · Mauricio Cienfuegos 20' · Wélton 41' | (5:0) | 47' Dante Washington | Rose Bowl, Pasadena, Kalifornia Widzów: 10 047 Sędzia: Ted Covaciu |
| Joe Franchino 24'    | 85' Brandon Pollard                                                                     | (5:0) |                      | Rose Bowl, Pasadena, Kalifornia Widzów: 10 047 Sędzia: Ted Covaciu |

| 24 października 1998           | FC Dallas                                                                                  | 2:3   | Los Angeles Galaxy                               |                                                              |
|                                | Brian Haynes 44' · Jason Kreis 48'                                                         | (1:0) | Ezra Hendrickson · Paul Caligiuri · Clint Mathis | Cotton Bowl, Dallas, Teksas Widzów: 8 130 Sędzia: Brian Hall |
| Ted Eck 43' · Óscar Pareja 56' | 7' Cobi Jones · 13' Robin Fraser · 34' Martín Machón · 51' Paul Caligiuri · 56' Danny Pena | (1:0) |                                                  | Cotton Bowl, Dallas, Teksas Widzów: 8 130 Sędzia: Brian Hall |

Rywalizację wygrało Los Angeles Galaxy.

#### Para nr 4
| 11 października 1998                                                             | Chicago Fire                                           | 1:1 k. 3:2                                                                                    | Colorado Rapids  |                                                                     |
|                                                                                  | Luboš Kubík 50' (k)                                    | (0:0, 1:1, k. 3:2)                                                                            | 79' Waldir Sáenz | Soldier Field, Chicago, Illinois Widzów: 12 610 Sędzia: Kevin Terry |
| Diego Gutiérrez 60'                                                              | 26' Jason Bent · 49' Steve Trittschuh · 66' Paul Bravo | (0:0, 1:1, k. 3:2)                                                                            |                  | Soldier Field, Chicago, Illinois Widzów: 12 610 Sędzia: Kevin Terry |
| · Luboš Kubík · Tom Soehn · Frank Klopas · Josh Wolff · Tony Kuhn · Jesse Marsch | Rzuty karne                                            | · Paul Bravo · Waldir Sáenz · Chris Henderson · David Vaudreuil · Wolde Harris · Peter Vermes |                  | Soldier Field, Chicago, Illinois Widzów: 12 610 Sędzia: Kevin Terry |

| 25 października 1998 | Colorado Rapids                                     | 0:1   | Chicago Fire        |                                                                      |
|                      |                                                     | (0:1) | 24' (k) Luboš Kubík | Mile High Stadium, Denver, Kolorado Widzów: 6 582 Sędzia: Noel Kenny |
| Steve Trittschuh 10' | 18' Josh Wolff · 66' Jesse Marsch · 75' Chris Armas | (0:1) |                     | Mile High Stadium, Denver, Kolorado Widzów: 6 582 Sędzia: Noel Kenny |

Rywalizację wygrało Chicago Fire.

### Półfinał

#### Para nr 1
| 110 października 1998 | Los Angeles Galaxy                | 0:1   | Chicago Fire     |                                                                    |
|                       |                                   | (0:0) | 86' Jesse Marsch | Rose Bowl, Pasadena, Kalifornia Widzów: 25 107 Sędzia: Kevin Terry |
| Joe Franchino 65'     | 41' Chris Armas · 68' Luboš Kubík | (0:0) |                  | Rose Bowl, Pasadena, Kalifornia Widzów: 25 107 Sędzia: Kevin Terry |

| 216 października 1998                                                   | Chicago Fire    | 1:1 k. 2:1                                                                | Los Angeles Galaxy |                                                                        |
|                                                                         | Piotr Nowak 31' | (1:1, 1:1, k. 2:1)                                                        | 37' Danny Pena     | Soldier Field, Chicago, Illinois Widzów: 32 744 Sędzia: Paul Tamberino |
|                                                                         | 50' Danny Pena  | (1:1, 1:1, k. 2:1)                                                        |                    | Soldier Field, Chicago, Illinois Widzów: 32 744 Sędzia: Paul Tamberino |
| · Piotr Nowak · Ante Razov · Tom Soehn · Jesse Marsch · Jerzy Podbrożny | Rzuty karne     | · Cobi Jones · Wélton · Martín Machón · Mauricio Cienfuegos · Greg Vanney |                    | Soldier Field, Chicago, Illinois Widzów: 32 744 Sędzia: Paul Tamberino |

Rywalizację wygrało Chicago Fire.

#### Para nr 2
| 111 października 1998 | D.C. United                                             | 2:0   | Columbus Crew |                                                                                          |
|                       | Tony Sanneh 68' · Marco Etcheverry 78'                  | (0:0) |               | Robert F. Kennedy Memorial Stadium, Waszyngton, D. C. Widzów: 17 755 Sędzia: Kevin Stott |
|                       | 53' Todd Yeagley · 56' Ansil Elcock · 73' Brian McBride | (0:0) |               | Robert F. Kennedy Memorial Stadium, Waszyngton, D. C. Widzów: 17 755 Sędzia: Kevin Stott |

| 218 października 1998                                                        | Columbus Crew                                               | 4:2   | D.C. United                        |                                                                   |
|                                                                              | Brian McBride 8', 47' · Thomas Dooley 37' · Stern John 81'  | (2:0) | 65' Tony Sanneh · 77' Roy Lassiter | Ohio Stadium, Columbus, Ohio Widzów: 13 193 Sędzia: Richard Grady |
| Thomas Dooley 18' · Rob Smith 29' · Ansil Elcock 75' · Ricardo Iribarren 78' | 47' Carlos Llamosa · 62' Geoff Aunger · 88' Richie Williams | (2:0) |                                    | Ohio Stadium, Columbus, Ohio Widzów: 13 193 Sędzia: Richard Grady |

| 321 października 1998 | D.C. United                            | 3:0   | Columbus Crew |                                                                                         |
|                       | Jeff Agoos 12' · Roy Lassiter 44', 79' | (2:0) |               | Robert F. Kennedy Memorial Stadium, Waszyngton, D. C. Widzów: 21 453 Sędzia: Noel Kenny |
| Marco Etcheverry 21'  | 28' Michael Clark · 56' Jason Farrell  | (2:0) |               | Robert F. Kennedy Memorial Stadium, Waszyngton, D. C. Widzów: 21 453 Sędzia: Noel Kenny |

Rywalizację wygrało D.C. United.

### Finał
| 25 października 1998 12:30 PST | Chicago Fire · Jerzy Podbrożny 29' · Diego Gutiérrez 45'          | 2:0raport | D.C. United                                      | Rose Bowl, Pasadena, Kalifornia Widzów: 51 350 Sędzia: Kevin Terry |
|                                | kartki: · Ante Razov 31' · Diego Gutiérrez 50' · Jesse Marsch 60' |           | kartki: · 25' Tony Sanneh · 33' Marco Etcheverry |                                                                    |